# Barbula hispaniolensis
Barbula hispaniolensis är en bladmossart som beskrevs av William Russell Buck och Steere 1983. Barbula hispaniolensis ingår i släktet neonmossor, och familjen Pottiaceae. Inga underarter finns listade i Catalogue of Life.